# Lago Panguipulli
O Lago Panguipulli, fica ao este de Região de Los Rios, Chile. Tem cerca de 116 km², é localizado no precordillera dos Andes.